# 信長の野望・大志
『信長の野望・大志』（のぶながのやぼう・たいし）は、コーエーテクモゲームスより2017年11月30日に発売された歴史シミュレーションゲーム。「信長の野望シリーズ」の第15作で、同作品の35周年記念作品。

## 概要
過去のシリーズ作品と同様に戦国大名の中から一人を選び、全国統一を果たす事が最終目標となる。本作では「全ての戦国好きに捧げる、最高の戦国体験」をテーマとし、「志システムの導入」「シミュレーションAIの変革」「3D全国マップの進化と歴代最高の武将数」「歴史上の事件・武将の逸話・各地の伝承を含めた多彩な歴史イベント」の4つの要素をコンセプトにしている。
登場武将は2000人を超え、更にグラフィックも進化した。また、本作では農業、商業、募兵の従来の内政システムが変更され、四季に応じて異なる支援を指示できる農業、商圏を通じて収入を得る商業、領民の属性が細分化された募兵となっている。そのため、結果的に前作に比べて大幅に簡略化された。
パッケージイラストは日田慶治、音楽は大塚正子、オープニングムービーは樋口真嗣（制作監督）がそれぞれ担当している。

## シナリオ
河越夜戦
1545年3月
厳島の戦い
1554年7月
川中島の合戦
1560年4月
天下布武
1567年8月
高城川の戦い
1577年9月
夢幻の如く
1582年1月
群雄集結
1615年7月
世代を越えた武将たちが集結した仮想シナリオ。
次郎法師直虎
1565年9月
全機種版早期購入特典、または有料配信。
天王山
1582年6月
PlayStation 4版早期購入特典、または有料配信。
信長包囲網
1570年6月
Windows版早期購入特典、または有料配信。
越後の義将
1548年12月
Nintendo Switch版早期購入特典、または有料配信。
大志繚乱
1615年8月
「信長の野望･大志 TREASURE BOX」封入限定の仮想シナリオ。
沖田畷の戦い
1584年1月
有料配信。
信長誕生
1534年6月
有料配信。

## 出演声優
- 杉田智和 (織田信長)
- 竹村叔子
- 乃村健次 (武田信玄)
- 松田健一郎
- 影平隆一
- 越後屋コースケ(豊臣秀吉)
- 藤井剛
- 新垣樽助 (片倉小十郎)
- 遠藤航
- 宮本淳
- 白熊寛嗣
- 高瀬右光
- 菊池康弘（徳川家康/真田昌幸ほか）
- 稲垣拓哉
- 松浦裕美子（森蘭丸/梵天丸ほか）
- 石井ゆかり
- 櫻庭有紗

## 舞台版
本作を題材にした連動舞台『舞台 信長の野望・大志』が2018年5月17日から上演、以後シリーズ化された。2つの勢力側に分割して上演し、それぞれの視点から物語を描く「Wサイドストーリー」と呼ばれる多元視点の演出が特徴。
信長の野望･大志　-春の陣-　天下布武　～金泥の首編～
2018年5月17日～2018年5月27日、東京・CBGKシブゲキ!!。
キャスト
| - 織田信長 - 鶏冠井孝介 - お市 - 田中れいな - 明智光秀 - 谷佳樹 - 木下秀吉 - 後藤健流 - 竹中半兵衛 - 黒貴 - 徳川家康 - 竹石悟朗 - 浅井長政 - 小西成弥 - 八重の方 - 成瀬瑛美（SIDE浅井） / 水城夢子（SIDE織田） - 朝倉義景 - 幸村吉也 - 今井宗久 - 彦摩呂 - 前田利家 - 八巻貴紀 - 柴田勝家 - 鵜飼主水 - 佐久間信盛 - 岡田隆之介 - 蜂須賀小六 - 田中しげ美 - 森可成 - 七枝実 | - 丹羽長秀 - 中村ヒロユキ - 帰蝶 - 高宗歩未 - 瞼 - 香音有希 - 酒井忠次 - 大海将一郎 - 石川数正 - 石渡真修 - ねね - 大鳥れい - 井伊直虎 - 緒月遠麻 - 赤尾清綱 - 吉田宗洋 - 海北綱親 - 仲井真徹 - 遠藤直経 - 福場俊策 - 茶々 - 野口真緒 - 足利義昭 - 加藤凛太郎 - お橋 - 笹木香利 - お焦 - 荒澤守 - 糸 - 柴崎咲子 ほか |

信長の野望･大志　-冬の陣-　王道執行　～騎虎の白塩編～
2018年11月8日～2018年11月12日、東京・シアター1010。
キャスト
| - 織田信長：鶏冠井孝介 - お市：田中れいな - 明智光秀：谷佳樹 - 木下秀吉：後藤健流 - ねね：大鳥れい - 前田利家：八巻貴紀 - 竹中半兵衛：黒貴 - 柴田勝家：鵜飼主水 - 佐久間信盛：岡田隆之介 - 丹羽長秀：中村ヒロユキ - 森長可：竹内寿 - 前野長康：矢野たけし - 帰蝶：高宗歩未 - 茶々：橋本瑠果 - 徳川家康：竹石悟朗 - 井伊直虎：緒月遠麻 - 酒井忠次：大海将一郎 - 石川数正：石渡真修 - 本多忠勝：川上将大 - 榊原康政：霜月紫 | - 瞼：香音有希 - 武田勝頼：友常勇気 - おりゑの方：小嶋菜月 - 真田昌幸：菊田大輔 - 真田信綱：山本誠大 - 山県昌景：神坐慶 - 穴山信君：辻畑利紀 - 源兵衛：千葉瑞己 - 武田信玄：堀川りょう - 上杉謙信：根本正勝 - 浪：仙石みなみ - 樋口（直江）兼続：宮澤佑 - 直江信綱：髙﨑俊吾 - 船：根岸愛 - 足利義昭：加藤凛太郎 - 本願寺顕如：吉田宗洋 - 今井宗久：彦摩呂 - お橋：笹木香利 - お焦：荒澤守 |

信長の野望･大志　夢幻　～本能寺の変～
2019年5月18日、埼玉・戸田市文化会館（プレビュー公演）。2019年5月21日～2019年5月26日、東京・シアター1010。
キャスト
| - 織田信長：鶏冠井孝介 - 明智光秀：谷佳樹 - 織田家 - お市：田中れいな - 前田利益（慶次郎）：友常勇気 - 柴田勝家：鵜飼主水 - 丹羽長秀：中村ヒロユキ - 森蘭丸：高岡裕貴 - 浅井重政（万福丸）：小栗諒 - 煕子：小川夏果 - 帰蝶：和久井優 - 茶々：前田亜美 - 羽柴家 - 羽柴秀吉：後藤健流 - ねね：斉藤レイ - 石田三成：影山達也 - うた：橋本耀 - 黒田官兵衛：幸村吉也 - 上杉家 - 上杉謙信：根本正勝 - 直江兼続：宮澤佑 - お船：根岸愛 | - 徳川家 - 徳川家康：竹石悟朗 - 石川数正：登野城佑真 - 本多忠勝：宮元英光 - 榊原康政：霜月紫 - 井伊直政：松田将希 - 瞼：香音有希 - 毛利家 - 毛利輝元：田渕法明 - 吉川元春：輝海 - 小早川隆景：吉武大地 - 山中鹿之助：山本誠大 - その他の勢力 - 松永久秀：南翔太 - 鈴木重秀（雑賀孫一）：柏木佑介 - 真田昌幸：菊田大輔 - 下間頼廉：矢野たけし - 真田信幸：岩崎良祐 - 本願寺顕如：吉田宗洋 - 足利義昭：加藤凛太郎 - お橋：笹木香利 - お焦：荒澤守 - 今井宗久：彦摩呂 ほか |

信長の野望･大志　零 桶狭間前夜　～兄弟相克編～
2019年11月14日～2019年11月20日、東京・かめありリリオホール。2019年11月23日、愛知・日本特殊陶業市民会館 ビレッジホール。
キャスト
| - 織田信長：鶏冠井孝介 - 織田信行：沖野晃司 - お市：田中れいな - 吉乃（きつの）：秋本帆華（TEAM SHACHI） - 弥（あまね）：咲良菜緒（TEAM SHACHI） - 帰蝶：大黒柚姫（TEAM SHACHI） - 霞（かすみ）：坂本遥奈（TEAM SHACHI） - 兄弟相克信長派 - 池田恒興：馬場良馬 - 森可成：杉江優篤 - 佐々孫助：瑛 - 河尻秀隆：三原大樹 - 前田利家：白柏寿大 - 丹羽長秀：中村ヒロユキ - 兄弟相克信行派 - 滝川一益：小南光司 - 林秀貞：山本匠馬 - 柴田勝家：鵜飼主水 - 林通具：黒貴 - 角田新五：松村泰一郎 | - 今川家 - 松平元康：竹石悟朗 - 朝比奈泰朝：神座慶 - 今川義元 / 足利義昭：加藤凛太郎 - その他の勢力 - 松永久秀：南翔太 - 現在（1582年）編 - 前田慶次郎：友常勇気 - 上杉謙信：根本正勝 - 本願寺顕如：吉田宗洋 - お橋：笹木香利 - お焦：荒澤守 - 今井宗久：彦摩呂 ほか |

信長の野望・大志 ～最終章～ 群雄割拠 関ヶ原
2020年6月4日～6月9日に予定されていたが、新型コロナウイルス感染症の流行の影響で中止。
その延期公演が、2021年7月23日～7月29日、東京・かめありリリオホール。
キャスト
| - 織田信長家 - 織田信長 - 鶏冠井孝介 - お市 - 田中れいな - 茶々 - 早乙女わかば - 上杉謙信 - 根本正勝 - 前田慶次郎 - 友常勇気 - 浅井長政 / 重政 - 釣本南 - 柴田勝家 - 鵜飼主水 - 丹羽長秀 - 中村ヒロユキ - 豊臣家 - 豊臣秀吉 - 後藤健流 - ねね - 斉藤レイ - 石田三成 - 尾崎尉二 - 黒田官兵衛 - 幸村吉也 - 島津義弘 - 杉江優篤 - 徳川家 - 徳川家康 - 輝山立 - 井伊直虎 - 緒月遠麻 - 石川数正 - 坂垣怜次 - 本多忠勝 - 白柏寿大 - 井伊直政 - 松村優 - 佐竹義重 - 笠原織人 | - 織田信行家 - 織田信行 - 沖野晃司 - 池田恒興 - 松本慎也 - 林通具 - 黒木文貴 - 松永久秀 - 南翔太 - 霞 - 坂本遥奈 - 真田幸村 - 松島勇之介 - 伊達政宗 - 横尾瑠尉 - 愛姫 - 内木志 - その他の勢力 - 今井宗久 - 彦摩呂 - お橋 - 内藤好美 - お焦々 - 荒澤守 - 本願寺顕如 - 吉田宗洋 - 足利義昭 - 加藤凛太郎 - 勢力不明 - 明智光秀 - 谷佳樹 ほか |